# Мін Безжальний
Мін Безжальний (англ. Ming the Merciless) — вигаданий персонаж, який вперше з'явився 1934 року в коміксі «Флеш Гордон». Відтоді він був головним лиходієм стрічки та пов'язаних із нею серіалів, телесеріалів та екранізацій. Мін зображений у вигляді безжального тирана, який править планетою Монго.

## Комікс Алекса Реймонда
У коміксі, коли героїчний Флеш Гордон і його друзі потрапляють на вигадану планету Монго, вони виявляють, що нею править злий імператор, деспот, який швидко стає їхнім ворогом. Спочатку його не називали, він був відомий лише як «Імператор» до кількох випусків пізніше, коли виявилося, що його ім'я «Мін».
На його честь названа столиця його імперії Мінго-Сіті. Окрім своєї армії, Мін має доступ до широкого спектру науково-фантастичних гаджетів, починаючи від ракетних кораблів і закінчуючи променями смерті та роботами. Незважаючи на те, що він злий, він має слабкі сторони, серед яких бажання одружитися з прекрасною супутницею Флеша, Дейл Арден. На початку серіалу Донька Міна, принцеса Аура, така ж зла, як і він сам, але врешті її змінила її любов до Флеша, а пізніше до принца Баріна з Арборії.
Флеш і його супутники вириваються з лап Міна і знаходять союзників серед народів Монго, включаючи принца Баріна, принца Вултана, принца Туна та королеву Фрію. Вони організовують рух опору проти правління Міна. Дія опору займає більшу частину сюжетних ліній стрічки. Зрештою Мін був повалений, і Реймонд протиставив Флеша іншим ворогам у 1940-х роках.

## Пізніші комікси
У оповіданні 1956 року «Повернення до Монго» Ден Баррі представив ідентичного сина Міна, Міна II. У сюжетних лініях Баррі цей Мін повівся так само, як і його батько, і став напівзвичайним антагоністом Флеша. У оповіданні 1957 року «Маятник часу» нащадок Міна з майбутнього, Мін XIII, подорожує в часі, щоб убити Флеша і таким чином забезпечити перемогу свого предка. Під час запуску в комікса «Флеш Гордон» Джим Кіф використовував Міна як головного противника Флеша.

## Комікси
У 2011 Dynamite Comics «Флеш Гордон: Дух часу» показано, як 1934 року Мін намагається вторгнутися на Землю. Як і у фільмі 1980 року, головним поплічником Міна є Клітус у масці. У цій версії Клітус має повне ім'я Клітус Ра Джааран і описується як Великий Візир Міна і голова таємної поліції Міна. Також показано, що для завоювання планети Мін співпрацює з Третім Рейхом. Приквел «Безжалісний: Піднесення Міна» описує сходження Міна до влади над Монго. «Безжальний» зображує Міна як сина імператора Кренга та людини Аурани, яка стає матір'ю принцеси Аури.
У пізнішому коміксі «Динамічний спалах Гордона», King's Watch (не пов'язаному з подіями у «Флеш Гордон: Дух часу»), Мін використовує просторовий портал, щоб відправити свої війська на планету Земля. Флеш, Дейл і Зарков їдуть до Монго, щоб зупинити напад Міна. У сюжеті-продовженні «Флеш Гордон: Людина із Землі» Дейл Арден дізнається, що Мін використовує спеціальні «Квантові кристали», щоб продовжити своє життя, а також подорожувати й підкорювати інші зоряні системи. Мін також змушує деяких із підданих принца Баріна бути поневоленими, промиваючи мізки та перетворюючи їх на «звіролюдей» для армії Міна. Флеш також став свідком пропагандистського відео Монго, яке розкриває повний титул Міна як «Мін Горзон-Гідракс із Селедарку».

## В інших медіа

### Радіо
Бруно Вік зіграв Міна Безжального в екранізації 1935 року «Дивовижні міжпланетні пригоди Флеша Гордона».

### Фільми

#### «Флеш Гордон»(серіали)
У серіалах про Флеша Гордона кінця 1930-х років Міна зіграв актор Чарльз Б. Міддлтон. У першому серіалі він, очевидно, вбитий у Великому храмі Дао, можливо, сам вчинив самогубство. Він повертається у другому серіалі в союзі з марсіанською королевою та використовує нітронову лампу, щоб викликати катастрофи на Землі. Замість свого стереотипного вигляду жовтої небезпеки в цьому серіалі він приймає форму, схожу на Сатану. У фільмі «Флеш Гордон завойовує Всесвіт» (1940) він знову стає правителем Монго, але гине, коли його закривають у своїй вежі, і Флеш врізається в неї кораблем. У цьому серіалі перед Другою світовою війною 1940 року Мін приймає образ Гітлера, його згадують як «Диктатора» та одягають у складну військову форму.

#### Фільм «Флеш Гордон»(1980)
У театральному фільмі 1980 року Мін (Макс фон Сюдов), скаржачись на нудьгу, відкриває Землю і розв'язує різні атаки на планету. У фільмі у Мінга з'являється заступник командира, генерал Клітус, який весь час носить маску і якого приваблює дочка Міна, принцеса Аура. Як і в більшості версій, Мінг закоханий у Дейл, з якою планує одружитися. Жорстокість Міна поширюється і на власну доньку: намагаючись знайти Флеша, він дозволяє Клайтусу продовжувати її катувати, оскільки вона знає про його місцезнаходження. Коли Клітуса вбивають у місті Яструба, Мін наказує його знищити. Він пропонує Флешу приєднатися до нього, правити королівством і врятувати Землю. Флеш відмовляється, коли дізнається, що Земля буде поневолена. Мін залишає його помирати, але Флешу вдається втекти на ракетному циклі.
У кульмінації фільму Міна пронизує його власна бойова ракета «Аякс», яку взяв під контроль Флеш. Після марних спроб зупинити Флеша, який нападає на нього, він врешті-решт спрямовує перстень на себе і зникає. Однак перед самим початком титрів його перстень забирає невідомий, і з'являються слова «Кінець?», а на задньому плані лунає його злий сміх, натякаючи на те, що він не помер і зумів вийти за межі наративного світу фільму і заразити нашу реальність.
Саундтрек до альбому рок-гурту Queen включає «Тему Мінга».

### Телебачення

#### «Нові пригоди Флеша Гордона»(1979)
У цій анімаційній версії «Флеша Гордона» 1979 року у пілотному фільмі голос Міна озвучував Вік Перрен; у серіалі його замінив Алан Оппенгеймер, який згодом озвучив Скелетора в «Людині-Хі». У цій версії, розмаїття зброї Міна яскраво представлено у вигляді його величезного флоту лінкорів, безпілотних ракет, бронепоїздів та армії роботів. Він також використовує расу жінок-ящірок Монго як виконавців на шахтах Монго, а також охоронців у своєму гаремі, а примітивні чоловіки-звірі Монго не лише служать йому, але й шанують його як бога. У четвертому епізоді, «Врятувати Землю», Мін стверджує, що він безсмертний.

#### Мультсеріал«Захисники Землі»(1986—1987)
Мін був головним супротивником у мультсеріалі Marvel 1980-х років «Захисники Землі», борючись проти інших персонажів King Features, таких як Фантом, Чарівник Мандрагор, Лотар і, звичайно, Флеш Гордон. У першому епізоді Мін успішно захоплює Дейл Арден Гордон та її сина Ріка і відриває розум Дейл від її тіла, спонукаючи мстивого Флеша переслідувати його на Землі, щоб помститися за неї і не дати Мінгу поневолити його світ. База Мін на Землі знаходиться в глибинах Арктики і називається Льодова станція Землі; його союзниками в цій серії є Гаракс, лідер «Людей Морозу», армія Крижаних Людей Міна та Октон, великий бойовий комп'ютер із щупальцями.
Ця версія Міна також включає сина, а не доньку поруч із ним, принца Кро-Тана; на відміну від Аури, він не любить жодного із Захисників і вважає їх і свого батька перешкодами для його поневолення галактики. Кро-Тан ближче всього до перемоги над своїм батьком в історії з п'яти частин, де він успішно захопив Міна в пастку та захопив його війська, перш ніж Мін був звільнений Захисниками та помстився. У цій серії Мін має два космічні кораблі-носії, один з яких є його «Тронним залом», його основним кораблем, який може запускатися з Північного Льодовитого океану. Ця версія зроблена більш гротескною, ніж його традиційна зовнішність, щоб уникнути расових стереотипів, його зображують зеленою шкірою та гострими вухами.

#### Мультсеріал «Флеш Гордон»(1996)
У мультсеріалі 1996 року Мін виглядає ще більше рептилією: він зелений, гостровухий, гострозубий лускатий інопланетянин, через що герої називають його «ящіркою». (Тим часом Аура має зелену шкіру, але в іншому вона цілком людська). У цій версії Мін представлена як більш безтурботний, комічний рельєфний тип персонажа.

#### Телесеріал «Флеш Гордон»(2007—2008)
У телевізійному серіалі каналу Sci-Fi Channel 2007 року Мінга зображує Джон Ралстон. Це гладко виголений білявий європеоїд. Виконавчий продюсер Девід Г'юм сказав, що ця інтерпретація персонажа є «своєрідним тираном Саддама Хусейна».
Ця версія Міна Безжального — медіа-підкований тиран, який контролює планету через монополію на виробництво чистої води. Він використовує цей контроль, щоб вимагати багатства та покори у населення. Він одягається у квазівійськовий одяг і, схоже, має якусь мілітаристську позицію на додаток до своєї ролі водного барона та імператора. Головним помічником Міна в цій історії є Ранкол, кіборг, досвідчений технолог.
Незважаючи на те, що він такий же злий, як і завжди, Мін відомий як «Доброзичливий Батько» і до нього звертаються як до «Батька». Однак його народ називає його Безжальним через його суворе і часто жорстоке керівництво. Під час своєї військової кар'єри та приходу до влади Мін також був відомий як Мін Безжальний. Він виправдовує все, що робить, підтриманням порядку і запобіганням поверненню до хаосу, який був до його приходу до влади. У Міна є син Терек, якого він наказав вбити при народженні за те, що той був Відступником. Пізніше з'ясовується, що Терек не тільки живий, але й що мати Терека походить з чистої крові; це означає, що Мін є джерелом відхилення Терека.
Після того, як Флеш звільняє запаси води на планеті, жителі Монго повстають проти Міна, коли дізнаються, що він отруїв питну воду на планеті. Мін укладає союз з Азурою та її воїнами в обмін на те, що вона стане його королевою, а її армія битиметься проти повстанців. Вона дає йому амулет. Після битви з Флешем Гордоном та Авророю Мін потрапляє в полон. Терек наказує його стратити. Коли Аура холодно прощається з батьком, Мінг нарешті визнає, що пишається своєю донькою. Міна поміщають у газову камеру. Коли камера наповнюється газом, Мін зникає, телепортувавшись у безпечне місце за допомогою амулета Азури.

## Відгуки
Мін часто пов'язували з образами Жовтої небезпеки тієї епохи, в якій тиранічні лиходії зі Східної Азії, такі як Фу Манчу, були звичайним явищем. Його східноазійська зовнішність, його ім'я, що відсилає до китайської династії Мін, і назва його планети Монго, «скорочення від Монгол», сприяють його східній ідентичності.
Джонатан С. Фрідман каже, що Мін і Фу Маньчжур були «втіленнями жовтої небезпеки в східному хрестовому поході, спрямованому на завоювання світу». Пітер Фенг називає його «футуристичною Жовтою Загрозою», цитуючи рецензента, який називав його «косооким, блискучим куполом, гострими кігтями, вигнутими бровами, екзотично одягненим східняком».
За словами Джима Гармона та Дональда Ґлута, хоча в першому серіалі про Гордона Мін зобразив Фу Манчу, його зовнішність копіює образи диявола у другому серіалі, «Подорож Флеша Гордона на Марс».

## У масовій культурі
У масовій культурі з'явилося багато пародій на безжального Міна, зокрема:
- «Безмилосердна Маффет» у спеціальному святковому «Різдві в Таттертауні» Ральфа Бакші.
- «Мун Безрадісний» у коміксі Воллі Вуда про Саллі Форт.
- «Ван збочений» у фільмі про сексплуатацію «Флеш Гордон».
- «Граф Зарт Арн» у фільмі B, космічна опера «Зіркова аварія».
- «Могутній Горзо», колумніст «The Onion»[19]
- «Дін Безжальний», супротивник Треша Гордона в одному сегменті на «Вулиці Сезам»
- «Му-інг безжальний», ворог Леша Голштейна, космічний коров'як в одному з епізодів «Мапети сьогодні ввечері»
- «Верховний повелитель Максимус IQ», головний лиходій мультсеріалу «Атомна Бетті»
- «Доктор Хаотика» у фільмі «Зоряний шлях: Вояджер» у ролі персонажа Голодека в епізодах «Наречена Хаотики!», «Ніч» і «Розбиті».
- «Мандрагора-злодійка» в мультсеріалі «Вондер Тут і Там» — він з'являється лише в епізодах «Ослаблений ґвинт» і «Королівська Битва».

Прем'єр-міністра Австралії сера Роберта Мензіса прозвали Міном Безжальним частково через його перевагу традиційній шотландській вимові свого прізвища. Як подальше розширення цього прізвиська, однойменна будівля Р. Г. Мензіса в Університеті Монаш стала відома як «крило Міна». Шотландського політика Мензіса Кемпбелла [ˈmɪŋɪs] іноді називають (зі значною іронією) «Мін Безжальний». Люк «Мін» Фланаган, ірландський політик і борець за легалізацію канабісу, отримав своє ім'я через свою схожість з Міном Безжальним.
У виданні 1989 року довідника «Зоряні війни» Білла Славічека та Кертіса Сміта фотографія Макса фон Сюдоу в ролі Міна Безжального з «Флеша Гордона» використовується для представлення персонажа Великого Інквізитора, якого пізніше озвучив Джейсон Айзекс у перших двох сезонах. з мультсеріалу «Зоряні війни: повстанці» і зіграв Руперта Френда в серіалі Disney+ «Обі-Ван Кенобі».
В епізоді «Татко Тед» «Ти правий, отче Тед?» на одному зі слайдів Теда Мін жартома показує, що він не антикитаєць, оскільки Мін часто критикують як негативний китайський стереотип.
У британському сюрреалістичному скетч-шоу «Великий поїзд» лиходій у стилі Міна, якого зобразив Марк Гіп, займається такими повсякденними домашніми справами, як перевірка телефонної відповіді та прибирання пилососом.
Зображення Міна Чарльза Б. Міддлтона з серіалів 1930-х років з'являється у перших титрах іспанської драми «Останній цирк» (2010) Алекса де ла Іглесіа разом із класичними кіномонстрами, такими як «Привид опери», «монстр Франкенштейна» та «Людина-вовк».
Джордж Лукас цитував Міна Безжального як основу для Імператора Палпатіна та Дарта Вейдера з серії «Зоряних війн».
Оповідання Джина Вулфа 1976 року про наслідки психологічного експерименту називається «Коли я був Міном Безжальним».
У жовтневій частині коміксу Девіда Ріса «Розв'язуй війну» («Get Your War On») у 2001 році один з персонажів жартував, що Джордж Буш на прес-конференції покаже себе як Мін Безжальний.
2007 року «Мінг Безжальний» посів друге місце в 15 вигаданих журналів Forbes. Chicago Sun-Times назвала його «найкращим науково-фантастичним тираном», а The Irish Times написала, що він «просто найкращий — тиран тирана».
Роберт Ву зіграв Куань Міна, який перетворюється на версію Міна Безжального під час галюцинації Сема Дж. Джонса (актор, який грає Флеша Гордона у фільмі 1980 року) у фільмі Сета Макфарлейна «Тед» (2012).
У молодіжному романі «Елеонор і Парк» 2012 року головна героїня Елеонор Дуглас наносить підводку на свого корейсько-американського коханця Парка Шерідана та робить коментар, в якому говориться, що він схожий на Міна Безжального; ця цитата є серед багатьох прикладів книги, які звинувачували в расизмі.